# Hoplitosaurus
Hoplitosaurus ist eine kaum bekannte Gattung der Vogelbeckensaurier aus der Gruppe der Ankylosauria.

## Merkmale
Bislang sind von Hoplitosaurus nur einige Rippen, Wirbel, Teile der Gliedmaßen und einige Knochenplatten inklusive langer Stacheln gefunden worden. Sein Körperbau dürfte dem der übrigen Ankylosaurier entsprochen haben: der Rumpf war breit und stämmig und die Gliedmaßen kurz und kräftig. Der Körper war von einer Panzerung aus Knochenplatten bedeckt, zusätzlich waren noch die knöchernen Stacheln – möglicherweise an den Flanken der Tiere – vorhanden. Der Schädel ist nicht bekannt, wie alle Ankylosaurier dürfte sich dieser Dinosaurier von Pflanzen ernährt haben.

## Entdeckung und Benennung
Die spärlichen fossilen Überreste von Hoplitosaurus wurden Ende des 19. Jahrhunderts im US-Bundesstaat South Dakota entdeckt und 1901 erstbeschrieben. Der Name leitet sich von den Hopliten, einer griechischen Soldatenart, ab. Einzige Art und somit Typusart ist H. marshi. Die Funde werden in die untere Kreidezeit (Barremium) auf ein Alter von 131 bis 126 Millionen Jahren datiert.

## Systematik
Schon früh wurde die Vermutung aufgestellt, dieser Dinosaurier sei eng mit Polacanthus verwandt, der zur gleichen Zeit in Europa lebte, manchmal wurden die beiden Gattungen sogar als Synonym betrachtet. Die Ähnlichkeiten liegen vorwiegend im Bau der Knochenplatten und Stacheln, wenngleich Hoplitosaurus nicht den zusammengewachsenen, schildartigen Panzer über dem Becken aufweist, der für Polacanthus typisch ist.
Dementsprechend wird dieser Dinosaurier oft in die Gruppe der Polacanthidae oder Polacanthinae eingeordnet, die aber umstritten ist. Andere Systematiken sehen die Überreste von Hoplitosaurus als zu spärlich für eine genaue Einordnung und führen ihn als „Ankylosauria incertae sedis“.